# آب‌انبار خطیب
آب‌انبار خطیب (میان ده) مربوط به دوره تیموریان است و در خواف، ۲۰۰ متری کال خواجه یار واقع شده و این اثر در تاریخ ۱۷ مرداد ۱۳۸۳ با شمارهٔ ثبت ۱۱۰۵۳ به‌عنوان یکی از آثار ملی ایران به ثبت رسیده است.